# Панамеричке игре
Панамеричке игре су скуп  међународних спортских такмичења у различитим дисциплинама које се одржавају у Америкама. Одржавају се лети на сваке четири године. Панамеричка спортска организација је управно тело покрета Панамеричких игара, чија је структура и деловање дефинисано Олимпијском повељом.

## Државе учеснице
- Антигва и Барбуда
- Аргентина
- Аруба
- Бахаме
- Барбадос
- Белизе
- Бермуди
- Боливија
- Бразил
- Британска Девичанска Острва
- Канада
- Кајманска Острва
- Чиле
- Колумбија
- Костарика
- Куба
- Доминика
- Доминиканска Република
- Еквадор
- Салвадор
- Гернзи
- Гватемала
- Гвајана
- Хаити
- Хондурас
- Јамајка
- Мексико
- Никарагва
- Панама
- Парагвај
- Перу
- Порторико
- Сент Китс и Невис
- Света Луција
- Сент Винсент и Гренадини
- Суринам
- Тринидад и Тобаго
- Сједињене Америчке Државе
- Уругвај
- Венецуела
- Америчка Девичанска Острва

## Биланс медаља
| Позиција    | Држава                    | Злато | Сребро | Бронза | Укупно |
| ----------- | ------------------------- | ----- | ------ | ------ | ------ |
| 1           | Сједињене Америчке Државе | 2188  | 1617   | 1194   | 4999   |
| 2           | Куба                      | 938   | 642    | 613    | 2193   |
| 3           | Канада                    | 537   | 776    | 918    | 2231   |
| 4           | Бразил                    | 449   | 476    | 656    | 1581   |
| 5           | Аргентина                 | 343   | 391    | 501    | 1235   |
| 6           | Мексико                   | 310   | 362    | 617    | 1289   |
| 7           | Колумбија                 | 165   | 208    | 296    | 669    |
| 8           | Венецуела                 | 110   | 235    | 317    | 662    |
| 9           | Чиле                      | 69    | 141    | 205    | 415    |
| 10          | Доминиканска Република    | 48    | 82     | 146    | 276    |
| Укупно (10) | Укупно (10)               | 5157  | 4930   | 5463   | 15550  |